# Bathynemertes alcocki
Bathynemertes alcocki är en djurart som tillhör fylumet slemmaskar, och som beskrevs av Harry Hyde Laidlaw, Jr. 1906. Bathynemertes alcocki ingår i släktet Bathynemertes, ordningen Pelagica, klassen Enopla, fylumet slemmaskar och riket djur. Inga underarter finns listade i Catalogue of Life.